# Communauté de communes Marche Avenir
Die Communauté de communes Marche Avenir ist ein ehemaliger Gemeindeverband (Communauté de communes) im französischen Département Creuse in der Region Limousin. Er wurde am 1. Januar 1993 nach einem Erlass vom 14. Dezember 1992 gegründet.

## Mitgliedsgemeinden
| - La Celette - La Forêt-du-Temple - Linard | - Mortroux - Moutier-Malcard - Nouziers |